# Bombkapsel 90
Bombkapsel 90 (BK90) je kasetni dispenzer a namenjen je za švedsko ratno vazduhoplovstvo sa 72 komada podmunicije. Proizvodi ga Daimler Chrisler Aerospace u Nemačkoj, a oni ga zovu DWS 24 - Dispenzer Weapon Sistem 24. BK90 je takođe poznat pod nazivom DWS 39 Mjolner jer je namenjen za upotrebu za avion Saab JAS 39 Gripen, jer je bio namenjen za upotrebu na Gripenu. U budućnosti bi se mogao integrisati i na Eurofighter Typhoon. Njegov dizajn je vrlo sličan američkom sistemu AGM-154.
Švedska je posedovala te kasetne ali su naknadno uništene, zbog toga što je vlada Švedske odlučila da potpiše Konvenciju o kasetnoj municiji kojom se zabranjuje upotreba kasetnih bombi, pa između ostalih i ovih BK90. Ove kasetne su trenutno u upotrebi u Grčkom ratnom vazduhoplovstvu.

## Opis
Mjölner BK-90 (Bombkapsel m/90) ili još poznat pod originalnom oznakom DWS 24 (Dispenser Weapon System, 24 dispenser tubes) je slobodnoleteći kasetni kontejner koji je prvobitno razvio koncern DASA (ranije MBB), i u nekim detaljima je sličan kontejneru MV-1 razvijenom za Tornado. Švedska firma Bofors i koncern DASA su za potrebe švedskog ratnog vazduhoplovstva razvile identičan kontejner pod oznakom Mjolner BK-90 (ili DWS 39), namenjen za disperziju submunicije, razvijen originalno za JAS 39 Gripen a isti je vrlo sličan američkom AGM-154. Slobodnoleteći kontejner Mjolner BK-90 osim integrisanja na Gripenu nalazi se i u borbenom kompletu za Vigen, a amerikanci su ga integrisali na F-16, a takođe ovaj sistem DVS 24 je trebalo da bude deo sistema naoružanja za Eurofighter Typhoon. Osim ovog kontejnera u ponudi firme DASA postoje još tri tipa sličnih kontejnera - DWS 16 težine 400 kg; DWS 40 težine 1000 kg i DWS 60 težine 1400 kg.
Kontejner nosi dva tipa submunicije:
- - Prvi tip submunicije nosi oznaku MJ-1[4] i predstavlja bombice mase 4 kg sa fugasnim punjenjem i sa velikim brojem fragmenata. Namena im je dejstvo protiv žive sile i nezaštićenih ciljeva, a aktiviraju se u vazduhu na željenoj visini.
- - Drugi tip predstavljaju bombice MJ-2[4] mase 18 kg sa kumulativnim dejstvom, namenjene za dejstvo protiv oklopnih ciljeva.

Svaki ovaj kontejner može posedovati po jednu vrstu od ove dve mine ili može mešavinu od obadve vrste. Delovi koji ne eksplodiraju pri poslednjem udaru imaju ugrađene mehanizme za samouništavanje zbog kojih se mogu samouništiti za manje od jednog minuta. Ako to ne uspe, istroši će se struja i na taj način će postati bezopasni za rukovanje. Sistem je takođe izgrađen po principu „najslabije karike“, tako da su ekstra osetljivi delovi postavljeni kao mehanički osigurači na različita mesta. Ako je sistem izložen bilo čemu što bi moglo da ga ošteti, ti se osigurači pokidaju i ceo sistem će prestati da radi, time je mina daleko sigurnija da ne bi civili došli u dodir sa minom i nastradali.
Brzina odbacivanja odgovara Mahovom broju 0,6-0,9. Dolet kontejnera iznosi više od 10 km, kada se odbacuje sa visine od 50 m i pri brzini 0,9 M. Nakon rasipanja iz kontejnera BK-90 oba tipa submunicije ostvaruju dejstvo na površini u obliku elipse, širine 250 m i dužine 300–400 m.
TT karakteristike kontejnera i submunicije: 
- Dužina ------------- 3,5m
- Prečnik tela ------- 0,63m
- Razmah krila, ---- 1m
- Težina, ------------- 600 kg

## Tabela taktičko tehničkih podataka
|                                                                        | Kasetna bomba Bombkapsel M90 (BK M90)                            | Kasetna bomba Bombkapsel M90 (BLBK M90)                     |
| Izgled                                                                 | Izgled                                                           | Izgled                                                      |
| ---------------------------------------------------------------------- | ---------------------------------------------------------------- | ----------------------------------------------------------- |
| Boja                                                                   | FS 36373 Siva (Gripen) FS 34092 Zelena (Viggen)                  | Bela sa zelenom crticom između tela i nosa                  |
| Dužina                                                                 | 3502 mm                                                          | 3502 mm                                                     |
| Širina (sa krilima / kormilom)                                         | 1000 mm                                                          | 1000 mm                                                     |
| Visina (sa krilima / kormilom)                                         | 593 mm                                                           | 593 mm                                                      |
| Statistika                                                             |                                                                  |                                                             |
| Ukupna težina                                                          | 605 kg (+/- 12 kg)                                               | 598 kg (+/- 10 kg)                                          |
| Težina                                                                 | 10 kg                                                            | 10 kg                                                       |
| Položaj težišta u x-zglobu (izračunato od položaja 500 mm ispred nosa) | 2274 mm /+/- 10 mm)                                              | 2281 mm /+/- 10 mm)                                         |
| Momenti kretanja oko ose x                                             | 25 kgm2 (+/- 2 kgm2)                                             | 25 kgm2 (+/- 50%)                                           |
| Položaj težišta u pravcu y (izračunato iz geometrijskog centra)        | 0 mm /+/- 5 mm)                                                  | 0 mm /+/- 5 mm)                                             |
| Momenti kretanja oko ose y                                             | 268 kgm2 (+/- 10 kgm2)                                           | 268 kgm2 (+/- 20%)                                          |
| Težište z-zgloba (izračunato iz geometrijskog centra)                  | 4 mm /+/- 5 mm)                                                  | 4 mm /+/- 5 mm)                                             |
| Momenti kretanja oko z-ose                                             | 283 kgm2 (+/- 10 kgm2)                                           | 283 kgm2 (+/- 20%)                                          |
| Konstrukcija                                                           |                                                                  |                                                             |
| Konusni nosni deo                                                      | Napravljeni od plastike ojačane fiberglasom bez elektronike      | Napravljeni od plastike ojačane fiberglasom bez elektronike |
| Sekcije                                                                | Aluminijumska kutija sa 6 produžnih modula i aluminijumska krila | Čelična kutija sa čeličnim krilima                          |
| Napajanje kontrolne snage (GCP paket)                                  | Šasija sa elektronskim uređajima                                 | Šasija bez uređaja                                          |
| Viseći sistem                                                          | Originalan                                                       | Robusnija konstrukcija                                      |
| Upravljačka jedinica                                                   | sa elektronikom                                                  | bez elektronike (slep)                                      |
| Sastav                                                                 | od aluminijuma                                                   | od čvrstog čelika                                           |
| Antena S/M                                                             | Sa elektronikom                                                  | -                                                           |

## Literatura
- (језик: енглески) Mjölner, gliding stand off submunition dispenser Urban Fredriksson
- (језик: шведски) Dokumenat gde je detaljno opisana ova kasetna bomba
- (језик: шведски) Vapenlära för Armén, Försvarets Bok- och Blankettförråd
- (језик: шведски) Handbok i Vapenverkan, FOI
- (језик: шведски) Beskrivning Bombkapsel M90, utgåva 1 1998

## Spoljašnje veze
- (језик: енглески) Opis ove kasetne Bombkapsel 90
- (језик: руски) Ruski forum gde malo detaljnije opisuju ovu kasetnu Bombkapsel 90
- (језик: енглески) Sajt Wikivisually opisuje ovu kasetnu
- (језик: енглески) Vojna Wiki opisuje ove kasetne bombe Bombkapsel 90